# Resistencia Mapuche Malleco
La Resistencia Mapuche Malleco (RMM) es una guerrilla mapuche, creada en la comunidad de Temucuicui desde el año 2011 (pero activo hasta 2016), siendo responsables de varios ataques incendiarios, especialmente en la Provincia de Malleco, dentro de la denominada Macrozona Sur.
Este grupo se diferencia de otros grupos armados en La Araucanía al no contar con una estructura orgánica definida, definiéndose como un movimiento de resistencia indígena en defensa de los derechos territoriales y políticos del pueblo mapuche, tampoco contando con voceros y centrándose en la lucha armada, la que calificándola como autodefensa, producto de una supuesta violencia gubernamental sufrida durante la historia de Chile.

## Historia
Se desconocen gran parte de los detalles acerca de la fundación del grupo, siendo visibles desde agosto del 2016, incrementando sus ataques incendiarios y sabotajes en las comunas pertenecientes a la provincia de Malleco. En sus inicios el grupo también rechazo la mesa de diálogo, liderada por monseñor Héctor Vargas, que derivó en la creación de un proyecto de ley para esa región. A pesar de lo anterior, las autoridades sospechan que el grupo. El grupo usualmente realiza ataques incendiarios o sabotajes, clamando responsabilidad dejando lienzos en lugares cercanos. Las autoridades acusan a la RMM de robo de madera, abigeato, e incluso narcotráfico.

## Ataques

### Primeros ataques
La primera aparición del grupo fue el 4 de agosto se registraron ataques coordinados contra una iglesia, torres de alta tensión en la provincia de Malleco. Los ataques dejaron únicamente daños materiales y no se reportaron heridos.
Durante la madrugada del 24 de diciembre de 2016, la RMM se adjudicó el incendio contra una capilla en Ercilla, dejando completamente destruido el inmueble.
El 5 de marzo del 2018 el RMM clamo el incendio de dos retroexcavadores, un skidder y un camión con cabezal, esto en un predio perteneciente a la empresa Besalco, esto en la comuna de Mulchén. Miembros de la Brigada de Investigaciones Policiales Especiales se encargaron de examinar el área y continuar con las investigaciones. Días después el 30 de mayo el grupo atacó un camión forestal a las Afueras de Ercilla, incendiando la cabina y dejándolo incinerado.

### Recrudecimiento de ataques
Un sabotaje fue reportado el 19 de mayo del 2020, cuando un tren perteneciente a Ferrocarril del Pacífico se descarrilo, producto del corte de cuatro durmientes, incidente que provocó la volcadura de cuatro durmientes, además de encontrar panfletos que llamaban a la "solidaridad con los presos mapuche". El sabotaje se reportó a las afuera de Ercilla, y no se reportaron personas lesionadas. El 27 de agosto militantes del RMM atacaron un fundo perteneciente a los padres del presidente de la Democracia Cristiana Fuad Chahín, el cual dejó como saldo cuatro cabañas, la vivienda principal, una leñera, un hostal, una camioneta que se encontraba en el lugar de la propiedad de la víctima y una moto niveladora que pertenecía a un vigilante. El ataque ocurrió en Termas de Tolhuaca de Curacautín, clamando responsabilidad del ataque en un lienzo. Se cree que miembros de la RMM fueron quienes asesinaron e  incendiaron el vehículo de Pedro Benavides Cabrera, ocurrida el pasado 3 de octubre, esto por diferencias en cuanto a la construcción del Parque Eólico Malleco y su impacto en la fauna y flora local.
El 13 de abril del 2021 militantes atacaron seis camiones de transporte, quemándolos levemente e hirieron de conductor bala a un trabajador que se resistía a abandonar el camión donde estaba, además de aporrear a otros tres, ocurriendo en a las afueras de Victoria. En el lugar del incidente se hallaron cartulinas alusivas a Camilo Catrillanca.
Uno de los ataques más medíaticos de la organización fue cuando la ministra del Interior, Izkia Siches fue recibida con un corte y disparos cuando intentó visitar Temucuicui. La RMM se adjudicó la acción, mencionando que "mientras existan presos políticos mapuches, no habrá diálogo."
No fue hasta el 3 de noviembre del 2022 cuando atacaron una empresa de agua potable rural en el sector El Salto, comuna de Victoria, dejando como saldo una retroexcavadora y un almacén incendiados. Al mes siguiente, el 10 de noviembre, el RMM se adjudicó un nuevo ataque incendiario contra una capilla en el sector Villa Cautín en Victoria y el incendio de una escuela rural en el sector Rariruca, ocurriendo este ataque dentro del contexto de la polémica visita del presidente Gabriel Boric a La Araucanía.
El RMM reapareció en el atentado ocurrido en la madrugada del 2 de junio, contra la Escuela Bollico en la comuna de Victoria, que dejó como saldo el edificio completamente destruido. Dos semanas después, el 16 de junio atacantes incendiario devastaron una casa patronal en un fundo en Curacautín, dejando completamente destruida la estructura. En ambos ataques se encontraron lienzos relacionados con la detención y traslado de comuneros mapuche. El 29 de junio, militantes de RMM atacaron un fundo en el sector Los Placeres, comuna de Victoria, que dejó como saldo tres galpones, maquinarias agrícolas incendiadas, y un civil herido de bala. Por la gravedad de este ataque, el gobierno chileno se querello contra este atentado, en contra de la organización Resistencia Mapuche Malleco por asociación criminal.
El 2 de agosto, miembros de RMM incendiaron posta, una iglesia, una escuela y vehículos, esto en la localidad de Añiñir, comuna de Traiguén, siendo uno de los ataques más devastadores del grupo. Semanas después, el RMM se adjudicó el ataque incendiario contra una capilla, una vivienda y un furgón sector Chequenco de la comuna de Ercilla. Días después, miembros de RMM se adjudicaron el incendio a la Escuela José Chanin Silhy, perteneciente al sector rural La Tepa, Curacautín. Horas después,individuos encapuchados y provistos de armamento atacaron a tres camiones e incendiaron uno de ellos, en la ruta que une Collipulli con Angol, obligando a descender del vehículo al chofer, quien viajaba con su esposa y su hija de 9 años, resultando la menor de edad herida de gravedad por impacto de bala.
El 16 de septiembre: La RMM se adjudicó el incendio de 4 camiones, una retroexcavadora y un galpón, los que resultaron completamente destruidos producto de un atentado registrado anoche en la comuna de Ercilla.

### Arrestos
El 15 de septiembre del 2020 es arrestado y puesto en prisión preventiva Miguel Ángel Torres Toro, de 24 años, acusado de robo, incendio, atentado contra la autoridad y porte ilegal de municiones, además de que las autoridades investigan si tiene relación con el tráfico de estupefacientes en la zona. Su detención se vincula a un robo ocurrido en julio del mismo año, esto en la comuna de Collipulli.
A pesar de ello la RMM mantiene acciones esporádicas de sabotaje y ocupación, mientras el gobierno chileno intensifica operativos policiales en la zona.
El agosto de 2022 fue detenidoIsmael Fritz Ñancul alias "El Comandante", señalado por autoridades de organizar y perpetrar atentados incendiarios en la región. El detenido fue imputado por los delitos de secuestro, incendio, robo con violencia, disparos injustificados y tenencia ilegal de arma de fuego y municiones.
El 10 de junio de 2025 es detenido el lonco Víctor Queipul, después de participar en una protesta para exigir la autorización de ceremonias mapuche en la cárcel de Angol, tomando lugar fuera de las oficinas de Gendarmería en Temuco. Víctor Queipul Hueiquipan es un reconocido vocero de la Comunidad Autónoma de Temucuicui, una de las comunidades mapuches más activas en la lucha por la recuperación de tierras, siendo comúnmente asociado a la Coordinadora Arauco-Malleco o a Resistencia Mapuche Malleco. El 12 de junio una corte de apelaciones un rechazo la solicitud por los delitos de atentado contra la autoridad, amenazas y lesiones leves a funcionarios de Gendarmería, pero trasladando a Queipul hasta el penal de Concepción, en la región del Bío Bío.